# Помічник м'ясника
«Помічни́к м'ясника́» (англ. The Butcher Boy) — чорно-біла комедія Роско Арбакла. Є дебютним фільмом коміка Бастера Кітона.

## Сюжет
Бастер працює помічником м'ясника, і йому доводиться миритися зі всіма дивацтвами очевидно не зовсім адекватного господаря Фатті. М'ясник із вічною напіввеселою-напівзлодійською посмішкою творить різні безчинства, кокетливо поглядаючи на те, як інші реагують на його витівки. У роботі він не лише недбалий, а навіть неохайний, і це може сумно закінчитися для його бізнесу, що вимагає чистоти і порядку. Врешті-решт остаточно з'їхавши з глузду, м'ясник Фатті перевдягається в жіноче вбрання і, здається, сповна задоволений своїм новим виглядом.

## У ролях
- Роско ’Товстун’ Арбакл — Фатті
- Бастер Кітон —Бастер
- Аль Ст. Джон — Алум
- Жозефін Стівенс — Алмондін
- Артур Ерл — менеджер
- Джо Бордо — спільник
- Люк Дог — у титрах не вказаний
- Чарльз Дадлі — у титрах не вказаний